# 浅尾大輔
浅尾 大輔（あさお だいすけ、1970年5月8日 - ）は、日本の小説家。

## 略歴
愛知県新城市出身。母・えいこは元・新城市議会議員。豊川市議会議員の安間寛子は実姉。東栄町議会議員の浅尾もとこは配偶者。
名古屋大学法学部在学中の1992年、日本共産党創立70年記念の文芸作品募集に応募し、小説「ストレンジ・デイズ」が佳作入賞する。この作品は1993年に雑誌『文化評論』に掲載された。その後、しんぶん赤旗記者や日本共産党職員として勤務。その後は国公労連の専従職員としても活動した。1995年には第1回民主文学新人賞に応募、小説「ラウンド・ツウ」が佳作入賞（受賞者は佐田暢子）。1997年、小説「ボンネットバス」で第1回伊豆文学賞優秀賞受賞。日本民主主義文学会に所属し、いくつかの作品を発表する。
2003年、小説「家畜の朝」が第35回新潮新人賞を受賞する。その後、評論家大澤信亮や画家増山麗奈らとともに、かもがわ出版から雑誌『ロスジェネ』を発行、2010年の終刊まで編集長をつとめる。
『論座』2008年9月号にて吉本隆明との対談が掲載される。
2009年、第1創作集『ブルーシート』を、朝日新聞出版から刊行。
2022年、初の連載小説『立春大吉』がしんぶん赤旗で9月2日から翌年の6月23日まで連載された。
2023年4月9日投開票の愛知県議会選挙に新城市および北設楽郡選挙区（定員1）から日本共産党公認で立候補。4082票を獲得したが、落選した。
2023年6月26日、第50回衆議院議員総選挙に愛知県第14区から日本共産党公認の予定候補者になることが同党から発表され、候補者活動を開始。2024年10月15日公示、27日投票で行われた選挙で9970票を獲得したが、候補者3人中3位に終わり、法定得票にも達しなかった。

## 著書
- 辻井喬『心をつなぐ左翼の言葉』聞き手 かもがわ出版 2009
- 『ブルーシート』朝日新聞出版 2009
- 『新解マルクスの言葉』バジリコ 2013
- 『立春大吉』新日本出版社 2023

## 選挙歴
| 当落 | 選挙                     | 執行日         | 年齢 | 選挙区       | 政党       | 得票数 | 得票率 | 定数 | 得票順位 /候補者数 | 政党内比例順位 /政党当選者数 |
| ---- | ------------------------ | -------------- | ---- | ------------ | ---------- | ------ | ------ | ---- | ------------------ | ---------------------------- |
| 落   | 2023年愛知県議会議員選挙 | 2023年4月9日   | 52   |              | 日本共産党 | 4082票 | 19.76% | 1    | 3/3                | /                            |
| 落   | 第50回衆議院議員総選挙   | 2024年10月27日 | 51   | 愛知県第14区 | 日本共産党 | 9970票 | 6.04%  | 1    | 3/3                | /                            |